# Pro D2
Pro D2 este al doilea eșalon valoric al rugby-ului în Franța. Înființat în anul 2000, este organizat de Liga Națională de Rugby. Este alcătuit din 16 cluburi.

## Formulă
Șaisprezece cluburi participă la campionatul. Cea mai bine clasată echipa la sfârșitul sezonului promovează în Top 14. Celelalte patru echipe mai bine clasate (echipele pe locul 2, 3, 4 și 5) dispută un mini-turneul prin eliminare directă pentru cel de-al doilea loc de promovare. Cluburi candidate la promovare fac obiectul unui audit pentru a verifica soliditatea financiară. Ultimele două clasate retrogradează în cel de-al treilea eșalon valoric, Fédérale 1.

## Sezonul 2015-2016
Cluburile participante sunt:

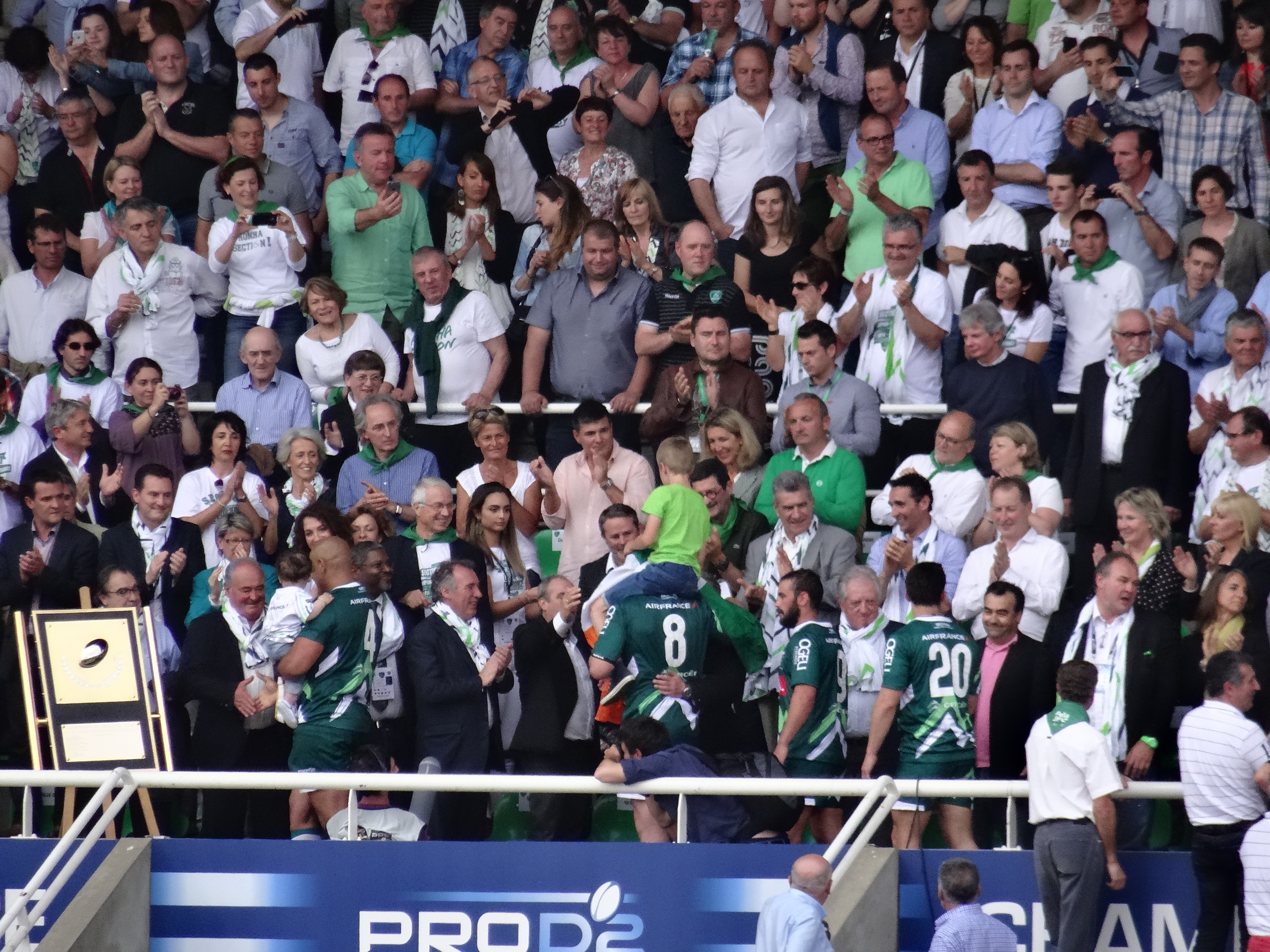
Clubul Section Paloise primește trofeul sezonului 2014–2015

- Aix-Marseille Provence Rugby, Aix-en-Provence
- Sporting Club Albigeois, Albi
- Stade aurillacois Cantal Auvergne, Aurillac
- Aviron bayonnais Rugby, Bayonne
- Association Sportive Béziers Hérault, Béziers
- Biarritz Olympic Pays basque, Biarritz
- Club Sportif Bourgoin-Jallieu, Bourgoin-Jallieu
- US Carcassonne, Carcassonne
- Colomiers Rugby, Colomiers
- Union Sportive Dax Rugby Landes, Dax
- Lyon Olympique Universitaire, Lyon
- Stade Montois Rugby, Mont-de-Marsan
- Union Sportive Montalbanaise, Montauban
- Racing Club Narbonne Méditerrannée, Narbonne
- Union Sportive Arlequins Perpignan, Perpignan
- Tarbes Pyrénées Rugby, Tarbes

Câteva internaționali români evoluează în Pro D2: Otar Turașvili și Mihai Macovei la Colomiers, Andrei Ursache la Perpignan și Marius Antonescu la Tarbes.

## Legături externe
- fr  Site-ul oficial
- ro  Știrile despre Pro D2 la Federația Română de Rugby
- Materiale media legate de Pro D2 la Wikimedia Commons